# Appoggiature (ornement)
Ne doit pas être confondu avec Appoggiature (note étrangère).
En musique, une appoggiature est un ornement servant à retarder la note suivante, la note principale, sur laquelle on veut insister. L'appoggiature prend la forme d'une petite figure de note dont la durée doit être soustraite de la note principale. Le terme vient du verbe italien appoggiare, qui signifie soutenir/appuyer.
Le même mot désigne également une note étrangère à l'harmonie : le plus souvent, l'appoggiature (en petite note) constitue également une note étrangère (ou appoggiature harmonique) ornant l'accord sur lequel elle se produit.
Une appoggiature peut être altérée. 
Il existe deux sortes d'appoggiatures, la longue et la brève. Toutes deux sont habituellement attaquées sur le début du temps.
Depuis le XIXe siècle, une pratique s'est développée qui consiste à soustraire la durée de l'appoggiature de la valeur de la note précédente au lieu de la note qui suit.

## Appoggiature longue

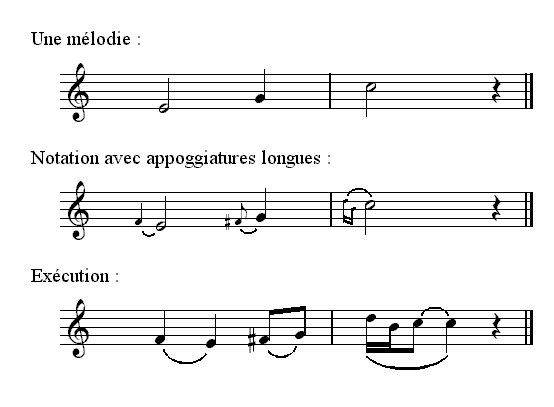
Appoggiatures longues

Une appoggiature longue est une petite figure de note de valeur déterminée (une blanche, une noire, une croche, etc). Elle peut être simple ou double (on parle de « double appogiature »), voire triple (par exemple, dans la première mesure de l'opus 62-6 Frühlingslied de Felix Mendelssohn). 

## Appoggiature brève

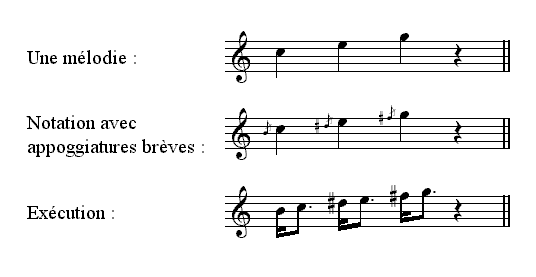
Appoggiatures brèves

Une appoggiature brève ou acciacatura est une petite figure de note barrée, le plus souvent une croche, qui s'exécute très rapidement. On lui affecte très souvent le quart de la valeur de la note qu'elle précède. Les règles d'interprétation sont très souples et il existe des appoggiatures de plusieurs notes placées plus librement.

L'appoggiature en tant qu'ornement n'est plus guère employée depuis le milieu du XIXe siècle. Lorsqu'il y a véritablement appoggiature au sens harmonique du terme, celle-ci est simplement notée avec des figures ordinaires s'intégrant dans le calcul des valeurs de chaque mesure. Étant donné que chaque appoggiature — comme d'ailleurs tout ornement — peut également s'écrire en valeurs ordinaires, il est permis de s'interroger sur la différence qu'il y a entre les deux types de notation. La notation baroque présente peut-être l'avantage d'une plus grande souplesse dans l'exécution des ornements notés tels quels, par rapport à leur équivalent en notation moderne — en figures ordinaires. Mais surtout, la notation baroque, en opérant sur le papier une discrimination entre les notes principales — représentées par les figures ordinaires — et les notes secondaires — représentées par les petites figures —, invite le lecteur/interprète à opérer une analyse mélodique élémentaire de la partition. En notation moderne au contraire, toutes les figures ayant la même taille, leur importance relative par rapport au contexte tonal et harmonique, est moins apparente, surtout si l'on ne dispose pas de la partition complète — le conducteur d'orchestre. Du point de vue de l'auditeur, cependant, le résultat musical n'est pas nécessairement  différent.